# Shakhriyar Mamedyarov
Shakhriyar Mamedyarov (azeri: Şəhriyar Həmid  oğlu Məmmədyarov; født 12. april 1985) er en skakstormester fra Aserbajdsjan. I november 2019 var han rangeret som den bedste spiller i sit hjemland, og den femtebedste spiller i verden. Hans bedst Elo-rating var 2820 i september 2018, hvilket gør ham til den sjette højest ratede person nogensinde.
Mamedyarov har deltaget i Candidates Tournament i 2011, hvor han blev elmineret i kvartfinalerne, i 2014 (hvor han blev nr. 4) og i 2018 (hvor han blev nr. 2). Han er dobbelt juniorverdensmester (2003 og 2005), og han vandt VM i hurtigskak i 2013.
Han modtog guld ved Skak-OL 2012, og han er tredobbelt europæisk holdskaksmester (2009, 2013, 2017) med Aserbajdsjan. Han har også vundet Tal Memorial (2010 delt og 2014 lynskak) og Shamkir Chess (2016 og 2017), og i 2018 vandt han Biel Chess Festival, hvor han slog verdensmesteren Magnus Carlsen.